# IC 1270
IC 1270 је појединачна звијезда у сазвјежђу Змај која се налази на листи објеката дубоког неба у Индекс каталогу.
Деклинација објекта је + 62° 13' 26" а ректасцензија 17h 47m 56,9s.